# تسوروهیمه
تسوروهیمه (به ژاپنی: 鶴姫Tsuruhime)، اوهوری تسوروهیمه (大祝鶴姫); (۱ ژانویهٔ ۱۵۲۶ – ۱ ژانویهٔ ۱۵۴۳) یک اونا-بوگیشا در دوره سنگوکو بود. وی دختر اوهوری یاسوموچی راهب و رهبر معبد اویامازومی در جزیره اومیشیما در ولایت ایو بود.